# フェベ
フェベ（古代ギリシア語: Φοίβη、Phoebe）は、新約聖書のローマの信徒への手紙第16章第1-2節に登場する、女性の名前である。地名を冠して、ケンクレアイのフェベ（フィべ、またはフォイベー）と呼ばれる。詳細は不明ながら、使徒パウロの手紙をローマの教会に届けた人物であるとされている。

## 人物
新共同訳では、「ケンクレアイの教会の奉仕者」であり、「多くの人々の援助者、特にわたし（パウロ）の援助者」とされている。この記述から、初代キリスト教会における重要な役職を担っていた人物であることが推測される。ただし、ここでいう「奉仕者」が、後世の教会に見られる位階制度のそれと同等のものであるのか、あるいは、より一般的な意味で彼女が教会のために奉仕していたという意味であるのか、という点については議論の余地がある。
なお、彼女の名前は、ギリシャ神話に登場する女神に由来する。当時、奴隷に神話の中の名をつける風習があったことから、この女性は奴隷または解放奴隷の身分でないか、と推察することもできる。帝政期ローマの社会的階層は流動的であり、前述の奉仕者としての役割と、解放奴隷説はかならずしも矛盾しない（そもそも、初代教会では奴隷および解放奴隷が役職を担っていたことがオネシモに関する記述から読み取られる）。

## 事績および後世への影響
彼女の名前が聖書に登場するのは、一箇所のみである。また、彼女自身の具体的な事績については、ほとんど記載されていない。それにもかからわず、パウロの宣教、および初代キリスト教会の歴史を語る上で、彼女はしばしば注目を集めてきた。
19世紀アメリカのメソジスト教会で、女性宣教師を全世界に派遣する運動が始まった。その際、聖書時代の先行者であるケンクレアイのフェベに注目が集まった。『ジェンダー研究センター年報』第1号（2021年）に掲載された報告によると、「フェベが病人や痛みのある人々になした奉仕は、後のメソジスト女性によって19世紀後半アメリカの都市産業社会における奉仕の模範と捉えられた」。前述の通り、聖書本文におけるフェベに関する記述は限られており、これはメソジスト女性宣教師の献身的なはたらきをフェベに仮託したイメージと言うべきである。ただし、そうではあっても、近代以降のキリスト教史における評価の一つとして注目すべきであろう。
また、近代日本におけるキリスト教伝道の過程において、フェベは、プリスカ・アキラ夫妻と並んで、女性たちの模範として語られることがあった。たとえば、沢山保羅は、フェベを独身女性の、プリスカを家庭における女性の模範として称え、女子教育の発展に向けた理想とみなした。内村鑑三をはじめとする無教会第一・第二世代の伝道者もまた、フェベのはたらきを高く評価している。賀川豊彦も同様、「真剣に、日本の救に対して責任を感ずる者は、プリスカ、アクラ、フヰベの如くになれ」と鼓舞している。しばしば武士的、すなわち男性的で無骨な共同体として語られることの多い明治以降のクリスチャンのあいだで、初代教会の女性奉仕者が高く評価されていた、という事実は、日本キリスト教史を理解する上で軽視すべきではない。
近年は、主にフェミニズム神学、および社会批評の観点から、ケンクレアイのフェベに対する再評価が試みられている。「人物」欄で言及した「奉仕者」「援助者」としてのはたらき、そして上述した女性たちの先行者としての評価は、こうした観点に基づいていると言える。